# Conus abruptus
Conus abruprus là một loài ốc biển đã tuyệt chủng trong họ Conidae, họ ốc cối. Hóa thạch của chúng được tìm ở New Zealand. Kích cỡ vỏ là 11-20mm.